# Angelo Buono Jr.
Angelo Buono, Jr. (né à Rochester dans l'État de New York, le 5 octobre 1934 – mort dans la prison de Calipatria en Californie, le 21 septembre 2002) est un tueur en série américain. Buono et son cousin Kenneth Bianchi étaient surnommés les « Étrangleurs des collines ».

## Jeunesse
Angelo Buono est issu de la première génération d'immigrants italo-Américains originaires de San Buono en Italie. Avant la découverte de ses meurtres, Buono possède déjà un long passé criminel, allant du défaut de payer ses pensions alimentaires au vol de voitures, et de l'agression au viol. En 1975, âgé de quarante et un ans, Buono qui exerce la profession de garagiste à Los Angeles, fait la connaissance de son cousin Kenneth Bianchi, le fils adoptif de la sœur de son père.
Se décrivant lui-même comme un homme à femmes (on le surnomme « L'étalon italien »), Buono reconnu néanmoins comme un individu sadique et violent à l'égard de la gent féminine, persuade son jeune cousin de se joindre à lui pour se lancer dans le proxénétisme avec deux jeunes prostituées qu'ils kidnappent et séquestrent. À la fin de 1977, le duo commence également à enlever des femmes et des jeunes filles qu'ils tuent par strangulation après les avoir violées et torturées. On retrouve les corps souvent dénudés des victimes dans les collines avoisinantes de Los Angeles. La police qui ne trouve aucun indice sur les lieux des crimes, pense au départ avoir affaire à un seul tueur en série et le surnomme donc l'« étrangleur des collines ». Buono et Bianchi feront ainsi dix victimes reconnues à l'époque de leur arrestation, au début de l'année 1979.
Après leur arrestation, Bianchi et Buono ont reconnu avoir tenté d'enlever en 1977 Catherine Lorre, la fille unique de l'acteur, scénariste et réalisateur Peter Lorre. Déguisés en policiers, les deux hommes projetaient en effet de tuer la jeune femme. Mais cette dernière ayant dévoilé son identité aux deux tueurs, ceux-ci s'inquiétèrent des conséquences qu'aurait provoqué la disparition, puis la mort d'un membre de la famille d'une personnalité d'Hollywood et relâchèrent aussitôt leur prisonnière.

## Procès
Les charges contre Buono sont largement basées sur le témoignage de Bianchi. Les procureurs initiaux du cas provenant du bureau de l'avocat du district de Los Angeles déménagent pour enlever toutes les charges contre Buono et le laisser libre.
Le juge présidant l’affaire, Ronald M. George, refuse la requête en irrecevabilité. Il refuse également de libérer Buono, et réassigne l'affaire au bureau de l’avocat général de Californie.
Le procès de Buono va devenir le plus long dans l'histoire légale américaine, débutant en novembre 1981 et se terminant deux ans plus tard, en novembre 1983. Durant le procès, en échange d’une sentence moins sévère, Bianchi témoigne contre Buono. Le jury condamne Buono pour neuf des meurtres reconnus.
Le jury condamne Buono à l'emprisonnement à perpétuité. Le juge George commentera la sentence en disant qu'il estime que la peine capitale aurait été la punition appropriée.

## Emprisonnement et mort
En 1986, Buono épouse Christine Kizuka, une mère de trois enfants et superviseure au département du développement d’employés de l’État de Californie.
Buono, enfermé seul dans sa cellule, est retrouvé mort le 21 septembre 2002 à la suite d'une crise cardiaque, dans la prison d'État de Calipatria (Californie).

## Après sa mort
En 2007, le petit-fils de Buono, Christopher Buono, se suicide peu après avoir tiré une balle dans la tête de sa grand-mère, Mary Castillo. Celle-ci fut quelque temps l'épouse d'Angelo Buono, dont elle aura cinq enfants, dont le père de Christopher.
En 2004, dans le film The Hillside Strangler, Buono est joué par l'acteur N. Turturro